# Luis Haquín
Luis Fernando Haquín Lopez, noto semplicemente come Luis Haquín (Santa Cruz de la Sierra, 15 novembre 1997), è un calciatore boliviano, difensore del Ponte Preta, in prestito dal Deportivo Cali, e della nazionale boliviana.

## Caratteristiche tecniche
È un difensore centrale.

## Carriera

### Nazionale
Con la nazionale Under-20 boliviana ha preso parte al Sudamericano Under-20 2017 disputando quattro 
incontri.
Il 7 giugno 2017 ha esordito con la nazionale maggiore boliviana disputando l'amichevole vinta 3-2 contro il Nicaragua.